# ديفيد أبيل (موظف مدني)
ديفيد أبيل هو موظف مدني ميانماري، ولد في 28 فبراير 1935 في Insein Township ‏ في ميانمار، وتوفي في 18 يناير 2019.